# Chloressigsäurechlorid
Chloressigsäurechlorid ist eine Chemikalie, genauer die einfach chlorierte Form des Essigsäurechlorids. Die farblose bis leicht gelbliche, stechend riechende Flüssigkeit raucht an feuchter Luft.

## Gewinnung und Darstellung
Gewonnen werden kann Chloressigsäurechlorid durch Chlorierung von Chloressigsäure mit Phosphortrichlorid, Thionylchlorid, Sulfurylchlorid oder Phosgen. Alternativ kann Vinylidenchlorid mit Sauerstoff in Gegenwart von Radikalinitiatoren (Chlor, UV-Licht) in der Dampfphase zu Chloressigsäurechlorid umgesetzt werden.

## Eigenschaften
Mit Wasser reagiert Chloressigsäurechlorid zu Monochloressigsäure und Chlorwasserstoff.

## Verwendung
Chloressigsäurechlorid ist ein wichtiger Baustein für die Synthese organischer Verbindungen, z. B. Pflanzenschutzmitteln, Adrenalin, Diclofenac, Diazepam oder Lidocain.